# Nevrina
Nevrina é um gênero de mariposa pertencente à família Crambidae.